# 11021 Foderà
11021 Foderà là một tiểu hành tinh vành đai chính với chu kỳ quỹ đạo là 2057.1033608 ngày (5.63 năm).
Nó được phát hiện ngày 12 tháng 1 năm 1986.